# Coco Santos
Jorge Hernán Santos Herrera (San Pedro Garza García, Nuevo León; 28 de febrero de 1989) artísticamente conocido como Coco Santos, es un cantante, productor, y compositor mexicano. Es vocalista del grupo de electropop, Clubz que fundó junto a su compañero Orlando Fernández en 2013 en Monterrey.
Con Clubz ha grabado un álbum de estudio: Destellos de 2018y dos extended play: Texturas de 2014y Épocas de 2015. Entre sus canciones más populares se encuentran: «Palmeras», «Nagano», «Áfrika», «Templos», «Épocas», «Popscuro», «Fama mundial», «El rollo», «Cáile», etc.

## Primeros años
Desde joven, Coco mostró interés por la música y se adentró en la escena local, donde comenzó a experimentar con diferentes géneros. La formación de Clubz marcó un punto de inflexión en su carrera, ya que el dúo se enfocó en revivir y modernizar sonidos de las décadas de 1980 y 1990, combinando elementos de synth pop, rhythm and blues y funk, entre otros. Previamente a Clubz, ya había formado parte de otras bandas en su carrera musical temprana como su banda AMP en la que tocaba música punk y con la que llegó a abrir conciertos de otros artistas y a tocar en diferentes espacios en Monterrey, Aguascalientes y San Luis Potosí. Más adelante dejó atrás ese estilo para explorar nuevos géneros en un nuevo grupo que creó junto a Orlando llamado Husky, donde logró grabar dos álbumes de estudio; Bambino y Weekend Lovers.

## Carrera artística

### 2013-presente: Con Clubz

Coco Santos posando, octubre 2021.

Desde su creación, han destacado por fusionar sonidos de las décadas de 1980 y 1990 con elementos contemporáneos, desarrollando una propuesta musical única. Su primer EP, Texturas, lanzado en 2013, les permitió ganar reconocimiento en la escena musical. En 2015, presentaron su segundo EP, Épocas, que incluyó colaboraciones con diversos artistas y fue bien recibido por su producción innovadora. Clubz ganó reconocimiento rápidamente gracias a su primer EP, Texturas, y continuó consolidándose con su álbum debut, Destellos, lanzado en 2018. A lo largo de su trayectoria, ha participado en importantes festivales como Vive Latino y Lollapalooza, y han colaborado con artistas destacados de la escena independiente latinoamericana como Girl Ultra o Little Jesus. Coco es conocido por su distintiva voz y su habilidad para componer letras que conectan con el público, lo que ha contribuido al éxito y la evolución musical de Clubz. Con un enfoque fresco y experimental, el dúo ha logrado mantenerse relevante en la industria musical, explorando constantemente nuevas direcciones creativas.
El álbum debut del dúo, Destellos, fue lanzado en 2018 y consolidó su posición en la industria, mostrando un sonido más maduro y diverso. A lo largo de su trayectoria, han participado en importantes festivales como Vive Latino, Lollapalooza y Primavera Sound, además de colaborar con destacados artistas de la escena independiente latinoamericana. Con una trayectoria caracterizada por la evolución y la exploración de nuevos sonidos, Clubz ha dejado una huella significativa en la música mexicana contemporánea.

## Discografía
Con Clubz
| Álbumes de estudio - 2018: Destellos | EP's - 2014: Texturas - 2015: Épocas |

## Premios y nominaciones
Con Clubz
| Año  | Entrega      | Categoría           | Nominación | Resultado | Ref.   |
| ---- | ------------ | ------------------- | ---------- | --------- | ------ |
| 2015 | Premios IMAS | Mejor álbum pop     | Texturas   | Ganadores | [ 13 ] |
| 2015 | Premios IMAS | Mejor artista nuevo | Clubz      | Ganadores | [ 13 ] |
| 2016 | Premios IMAS | Canción del año     | «Épocas»   | Ganadores | [ 14 ] |